# Richard Courant
Richard Courant (Lubliniec, 8 de janeiro de 1888 — Nova Iorque, 27 de janeiro de 1972) foi um matemático do século XX. Filho mais velho de Siegmund Courant e Martha Freund, Courant pertencia a uma família de judeus. Suas pesquisas concentraram-se nas áreas de análise real, física matemática e equações diferenciais parciais, além de ser autor de excelentes livros didáticos utilizados por gerações de físicos e matemáticos.

## Período de formação
Ainda criança muda-se para Breslau, onde inicia seus estudos ginasiais. Ali revela gosto pelas ciências, sobretudo pela física. Quando sua família se muda para Berlim, em 1902, o jovem Courant permanece naquela cidade, aprofundando seus estudos. Em 1904 prestou exame de admissão na universidade local, sendo reprovado por desempenho insuficiente em matemática. No ano seguinte foi aprovado e iniciou seus estudos superiores. Em 1907 mudou-se para Zurique e, em seguida, para Göttingen. Nesta, estudou física-matemática com David Hilbert, de quem logo se tornou assistente, obtendo o título de doutor em 1910.
In 1912 casou com Nelli Neumann. Moraram em Göttingen até divorciarem-se em 1916. Nelli foi morta pelos nazistas em 1942 por ser judia.

## Exílio
Em 1912 torna-se professor de matemática em Göttingen e, em 1919, assume a condição de privatdozent. Em 1920, após uma breve passagem pela universidade de Münster, funda o instituto de matemática da universidade de Göttingen, chefiando-o no período 1928-33. Social-democrata e de origem judia, Courant é perseguido pelos nazistas e, em 1933, refugia-se em Cambridge, Inglaterra, onde atua como professor visitante. Em 1936, muda-se para os Estados Unidos, fundando o instituto de matemática aplicada da Universidade de Nova Iorque, centro onde desenvolveria a maior parte de sua carreira.

## Obra
Em seu livro Methoden der mathematischen Physik (1924), escrito em co-autoria com David Hilbert, Courant expôs as bases para o uso da computação na resolução numérica de problemas da física. Neste mesmo livro, em uma nota de rodapé, expõe pela primeira vez o que na década de 1960 seria conhecido como método dos elementos finitos, procedimento computacional para a solução numérica de equações diferenciais parciais.
Courant também escreveu Differential and Integral Calculus (1934), um dos mais importantes livros didáticos sobre cálculo e análise real do século XX, largamente utilizado como livro-texto em centros de excelência no ensino da matéria.
Escreveu ainda, em colaboração com o topologista Herbert Robbins, What is Mathematics (1941), uma tentativa de popularização dos métodos e conceitos fundamentais da matemática, livro que logrou um grande sucesso editorial.
Richard Courant notabilizou-se pelo seu espírito carismático, grande senso de administração acadêmica e habilidade na orientação de novos talentos. Em 1964, o instituto de matemática aplicada da universidade de Nova Iorque foi rebatizado como Instituto Courant de Ciências Matemáticas.
Morreu em 1972, vitimado por um derrame cerebral.

## Publicações
- Courant, R. (1937), Differential and Integral Calculus, ISBN 978-4-87187-838-8, Vol. I, traduzido por McShane, E. J. 2nd ed. , New York: Interscience
- Courant, R. (1936), Differential and Integral Calculus, ISBN 978-4-87187-835-7, Vol. II, traduzido por McShane, E. J., New York: Interscience
- Courant, Richard; John, Fritz (1965), Introduction to Calculus and Analysis, ISBN 978-3-540-65058-4, Vol. I, New York: Interscience
- Courant, Richard; John, Fritz (1974), Introduction to Calculus and Analysis, ISBN 978-3-540-66569-4, Vol. II/1, New York: Interscience
- Courant, Richard; John, Fritz (1974), Introduction to Calculus and Analysis, ISBN 978-3-540-66570-0, Vol. II/2, New York: Interscience
- Courant, Richard; Hilbert, David (1953), Methods of Mathematical Physics, ISBN 978-0-471-50447-4, Vol. I 2nd ed. , New York: Interscience, MR 0065391 (archive) (translated from German: Methoden der mathematischen Physik I, 2nd ed, 1931)[2]
- Courant, Richard; Hilbert, David (1962), Methods of Mathematical Physics, ISBN 978-0-471-50439-9, Vol. II, New York: Interscience, MR 0140802, doi:10.1002/9783527617234 (translated from German: Methoden der mathematischen Physik II, 1937)[3]
- Courant, R.; Friedrichs, K. O. (1948), Supersonic Flow and Shock Waves, New York: Interscience[4]
- Courant, Richard; Robbins, Herbert (1941), What is Mathematics?, Oxford University Press

## Biografia
- REID, Constance. Courant. Springer-Verlag, Nova Iorque, 1996.